# Brianstorm
"Brianstorm" to utwór zespołu Arctic Monkeys z albumu Favourite Worst Nightmare oraz singel wydany 2 kwietnia 2007 roku. Singel zadebiutował na 11. miejscu brytyjskiej listy przebojów osiągając szczytowo miejsce drugie.
Singel został wydany w trzech wersjach na tydzień przed premierą płyty.

## Lista utworów

### CD
1. "If You Found This It's Probably Too Late" – 1:32
2. "Brianstorm" – 2:50
3. "Temptation Greets You Like Your Naughty Friend" – 3:27
4. "What If You Were Right The First Time?" – 3:02

### winylowa7"
1. "Brianstorm" – 2:50
2. "Temptation Greets You Like Your Naughty Friend" – 3:27

### winylowa10"
1. "If You Found This It's Probably Too Late"
2. "Brianstorm"
3. "Temptation Greets You Like Your Naughty Friend"
4. "What If You Were Right First Time?"